# کلاه‌قرمزی ۹۰
کلاه‌قرمزی ۹۰ یک مجموعهٔ تلویزیونی کمدی به کارگردانی ایرج طهماسب است که در نوروز سال ۱۳۹۰ از شبکه دو صدا و سیما پخش شد.